# 736
Раннє Середньовіччя. Триває чума Юстиніана. У Східній Римській імперії триває правління Лева III. Більшу частину території Італії займає Лангобардське королівство, деякі області належать Візантії. У Франкському королівстві формально править династія Меровінгів при фактичній владі в руках Карла Мартела. В Англії триває період гептархії. Авари та слов'яни утвердилися на Балканах. Центр Аварського каганату лежить у Паннонії. Існують слов'янські держави: Карантанія та Перше Болгарське царство.
Омеядський халіфат займає Аравійський півострів, Сирію, Палестину, Персію, Єгипет, Північну Африку та Піренейський півострів. У Китаї править династія Тан. Індія роздроблена. У Японії триває період Нара. Хазарський каганат підпорядкував собі кочові народи на великій степовій території між Азовським морем та Аралом. Тюркський каганат доживає останні роки.
На території лісостепової України в VIII столітті виділяють пеньківську й корчацьку археологічні культури. У VIII столітті тривало швидке розселення слов'ян. У Північному Причорномор'ї співіснують різні кочові племена, зокрема булгари, хозари, алани, авари, тюрки, кримські готи.

## Події
- Перша згадка про виробництво пива в Німеччині.
- Карл Мартел зустрів в Аквітанії сильний опір. Зрештою Гунальд згодився визнати його сюзереном, виторгувавши своє визнання як герцога Аквітанії.
- У серпні Карл Мартел пішов на маврів у Бургундію і Прованс, відібрав у них Арль і підкорив собі долину Рони аж до Марселя.
- Кидані оголосили незалежність від Китаю династії Тан. Послані на їх вгамування китайські війська були розбиті.
- Раджпутський клан заснував місто Джиліка там, де тепер Делі.